# Tingsryd
Tingsryd est une localité de Suède dans la commune de Tingsryd, dont elle est le chef-lieu, située dans le comté de Kronoberg.
Sa population était de 3 224 habitants en 2019.